# Columbus Blue Jackets

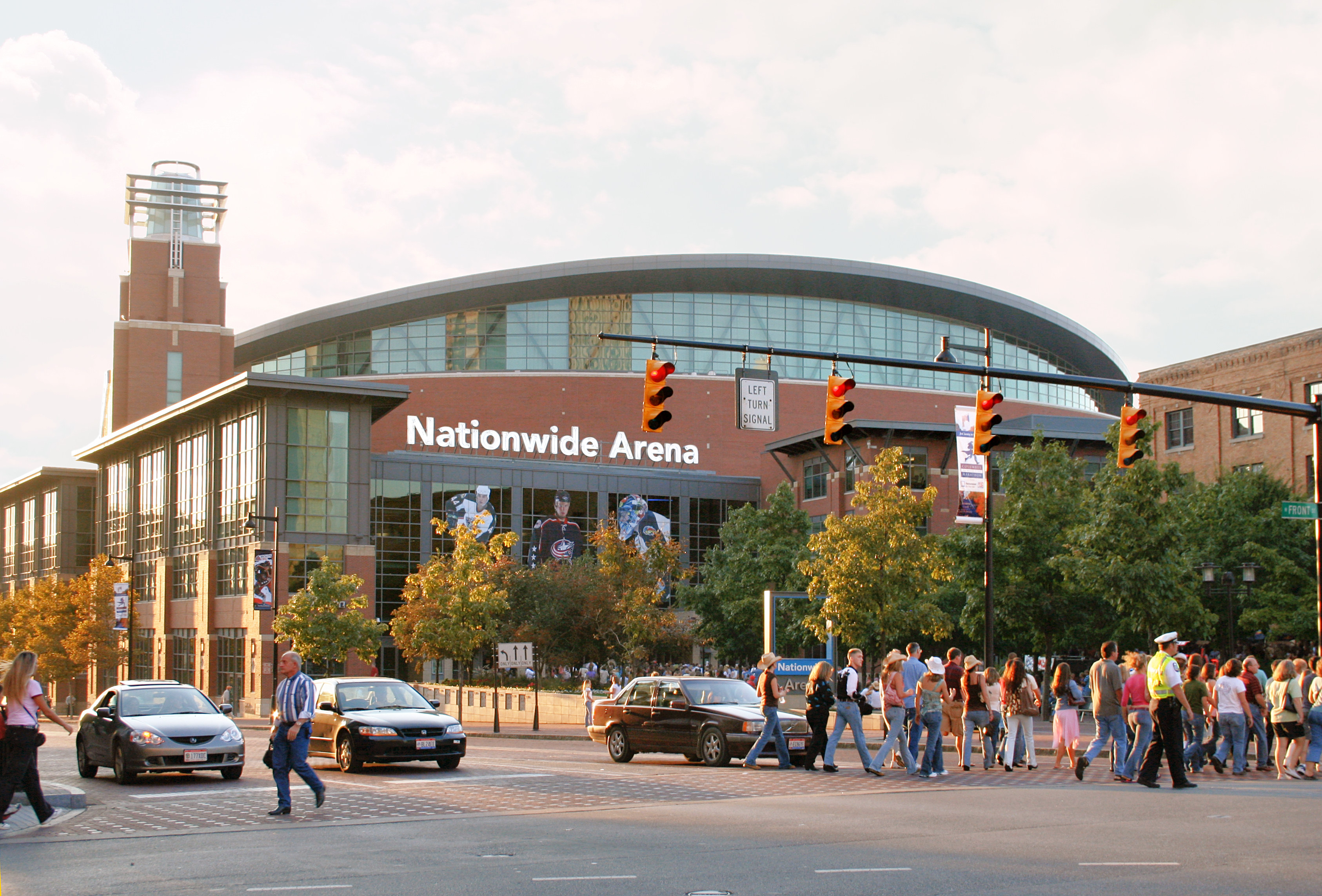
Nationwide Arena

De Columbus Blue Jackets is een ijshockeyteam dat speelt in de National Hockey League. Het team speelt de thuiswedstrijden in Columbus, Ohio in de Nationwide Arena. De franchise is opgericht in 2000.

## Geschiedenis
De Columbus Blue Jackets maakt, samen met de Minnesota Wild, deel uit van de uitbreiding van de National Hockey League in 2000, tot nu toe de laatste waarbij het totaal van teams op dertig staat. De naam Blue Jackets is gekozen door de fans, met een verwijzing naar de Amerikaanse Burgeroorlog, waar de noordelijke staten blauwe uniformen droegen. Ohio was de grootste leverancier van soldaten.
Het dieptepunt van de historie kwam in maart 2002. Een hard schot van Blue Jacketsspeler Espen Knutsen werd geblokkeerd door een verdediger van de Calgary Flames, de tegenstander van die avond. De puck vloog het publiek in, waarbij de dertienjarige Brittanie Cecil, die een ticket voor haar verjaardag had gekregen, aan haar hoofd werd geraakt. Ze liep nog wel het stadion uit, maar overleed twee dagen later aan inwendige bloedingen van haar halsslagader. Sindsdien is ieder stadion in de NHL verplicht om boven de boarding nog netten te hangen ter bescherming van het publiek. De ouders van Cecil ontvingen 1,2 miljoen dollar als schadevergoeding.

## Prijzen
Geen

## Play-off optreden
- 2016 - play-offs niet gehaald
- 2015 - play-offs niet gehaald
- 2014 - eerste ronde (Pittsburgh Penguins)
- 2013 - play-offs niet gehaald
- 2012 - play-offs niet gehaald
- 2011 - play-offs niet gehaald
- 2010 - play-offs niet gehaald
- 2009 - derde ronde (Detroit Red Wings)
- 2008 - play-offs niet gehaald
- 2007 - play-offs niet gehaald
- 2006 - play-offs niet gehaald
- 2004 - play-offs niet gehaald
- 2003 - play-offs niet gehaald
- 2002 - play-offs niet gehaald
- 2001 - play-offs niet gehaald

## Spelers

### Huidige selectie
Bijgewerkt tot 1 juni 2023 
| #  | Naam               | Nationaliteit    | Pos. |
| -- | ------------------ | ---------------- | ---- |
| 52 | Emil Bemstrom      | Zweden           | C    |
| 17 | Justin Danforth    | Canada           | RW   |
| 19 | Liam Foudy         | Canada           | C    |
| 13 | Johnny Gaudreau    | Verenigde Staten | LW   |
| 38 | Boone Jenner (C)   | Canada           | C    |
| 91 | Kent Johnson       | Canada           | C    |
| 7  | Sean Kuraly        | Verenigde Staten | C    |
| 29 | Patrik Laine       | Finland          | LW   |
| 86 | Kirill Marchenko   | Rusland          | RW   |
| 41 | Hunter McKown      | Verenigde Staten | C    |
| 24 | Mathieu Olivier    | Canada           | RW   |
| 18 | Lane Pederson      | Canada           | C    |
| 50 | Eric Robinson      | Verenigde Staten | LW   |
| 96 | Jack Roslovic      | Verenigde Staten | C    |
| 15 | Gavin Bayreuther   | Verenigde Staten | D    |
| 22 | Jake Bean          | Canada           | D    |
| 75 | Tim Berni          | Zwitserland      | D    |
| 77 | Nick Blankenburg   | Verenigde Staten | D    |
| 27 | Adam Boqvist       | Zweden           | D    |
| 44 | Erik Gudbranson    | Canada           | D    |
| 2  | Andrew Peeke       | Verenigde Staten | D    |
| 8  | Zach Werenski (A)  | Verenigde Staten | D    |
| 32 | Jon Gillies        | Verenigde Staten | GK   |
| 31 | Michael Hutchinson | Canada           | GK   |
| 90 | Elvis Merzlikins   | Letland          | GK   |

### Bekende (ex-) spelers

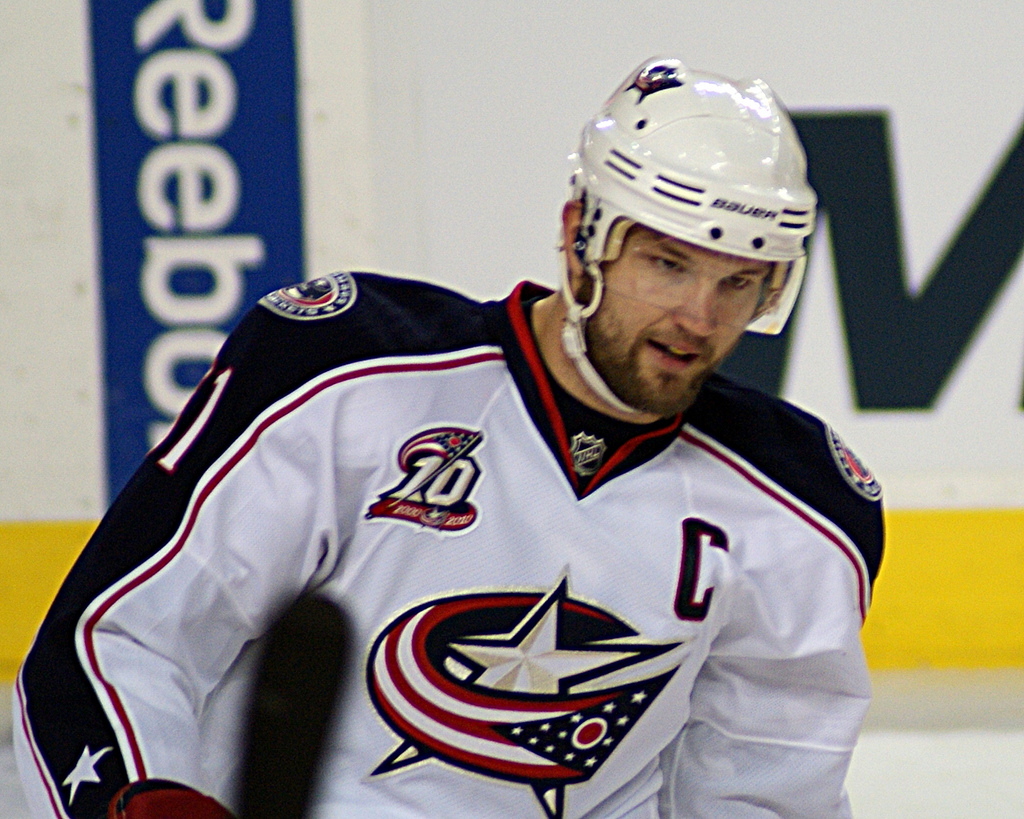
Rick Nash was aanvoerder van de Blue Jackets van 2008 tot 2012

- Rick Nash
- Adam Foote
- Sergei Federov

### Teruggetrokken nummers
- 99 - Wayne Gretzky (verboden te dragen in de gehele NHL)